# Буда (Бузеу)
Буда (рум. Buda) — село у повіті Бузеу в Румунії. Входить до складу комуни Буда.
Село розташоване на відстані 133 км на північний схід від Бухареста, 39 км на північ від Бузеу, 88 км на захід від Галаца, 102 км на схід від Брашова.

## Населення
За даними перепису населення 2002 року у селі проживала 1201 особа, з них 1200 осіб (99,9%) румунів. Рідною мовою 1199 осіб (99,8%) назвали румунську.